# Jeanne Kunkler
Jeanne Kunkler (Rolle, 3 september 1894 – Genève, 30 juli 1990) was een Zwitserse schrijfster en redactrice die zich inzette voor de doven.

## Biografie
Jeanne Kunkler was een dochter van bankier Edouard Albert Jean Kunkler en Julia Bouthillier de Beaumont. Kunkler was doof sinds de leeftijd van drie jaar. In 1927 schreef ze een kinderboek, Les fées ne sont pas mortes. Ze was een pionier in de vorming en de erkenning van doven in Romandië, en in het bijzonder in het kanton Vaud. Van 1945 tot 1969 was ze redactrice en van 1971 tot 1975 coredactrice van de Romandische krant voor slechthorenden Le Messager. Sinds haar dood in 1990 baat de stichting Jeanne Kunkler de chalet Les Arolles in Château-d'Œx uit, die zij in 1971 aankocht en waar een vakantie- en vormingshuis voor doven is gevestigd.

## Onderscheidingen
- Prijs van de Werelddovenorganisatie (1968)

## Werken
- (fr)  Les fées ne sont pas mortes, 1927.